# Павези, Карло
Карло Павези (10 июня 1923 — 24 марта 1995) — итальянский фехтовальщик, четырёхкратный олимпийский чемпион.

## Спортивная карьера
В 1950 году он выиграл свой первый титул чемпиона мира с итальянской командой. В 1951 году он финишировал вторым в личном зачёте после своего соотечественника Эдоардо Манджаротти, а в командном финале итальянцы потерпели поражение от французов. В 1952 году в Хельсинки Павези впервые принял участие в Олимпийских играх. Он занял шестое место в личном зачёте, в то время как Эдоардо Манджаротти выиграл золото, а Дарио Манджаротти — серебро. Вместе они победили шведов в командном финале.
В 1953 году Павези вернул команде Италии титул чемпиона мира. В 1954 году Павези снова был вторым после Эдоардо Манджаротти в личном зачёте, в 1955 году он был третьим после своих соотечественников Джорджо Англезио и Франко Бертинетти.
На Олимпийских играх 1956 года он выиграл свою вторую золотую медаль вместе с командой. В одиночном разряде двумя днями позже возникла ситуация, когда три итальянских фехтовальщика: Карло Павези, Джузеппе Дельфино и Эдоардо Манджаротти — имели в активе по пять побед и два поражения каждый. После первого раунда плей-офф у каждого из троих была победа и поражение. Во втором плей-офф Манджаротти дважды проиграл. В итоге Павезе выиграл золото у Дельфино и Манджаротти.
В 37 лет Павези снова стал частью команды-победительницы Олимпийских игр 1960 года.
Карло Павези занимался спортом в клубе Banco Populare di Vicenza, где он был генеральным менеджером с 1966 по 1989 год.